# EDonkey hálózat
Az EDonkey, más néven ed2k egy decentralizált, p2p alapú fájlcserélő hálózat. Az első ilyen hálózaton működő szoftvert (illetve magát a hálózatot is) a MetaMachine Corporation készítette.
2005. szeptember 28-tól az EDonkey2000 kliens fejlesztése leállt, miután az Amerikai Lemezkiadók Egyesülete jogi támadást indított a fejlesztőcég ellen. Ezután az EDonkey hálózatra teljesen alapoktól újraírt kliensek jelentek meg, bár még az utolsó megjelent EDonkey2000 (1.4.6) is használható.

## Működése
Az EDonkey hálózat az eredeti koncepció szerint központosított megoldás, de a hozzáadott fejlesztéseknek köszönhetően már központ nélküli működést is lehetővé tesz.
A központosított megoldás szerint a felhasználó a szerverlistáról szabadon választ egy központot, jellemzően a megosztani kívánt tartalom típusának megfelelően. A szerver regisztrálja a kliens egyedi azonosítóját és megkapja a megosztásra felkínált fájlok listáját. Más kliensek keresésekor ezen listákat a szerver összefésüli és ebből generál találati listát a kérdezőnek.
A fájlok azonosítának alapja azok MD4 hash értéke. Az MD4 értékhez a fájl 9 728 000 bájtos darabokra bomlik és ezek saját hash értékét a kliens első futáskor kiszámítja. Ezen felül az egész fájlnak lesz egy hash értéke, amellyel az (a hash ütközésének valószerűtlen esetét nem számolva) egyértelműen azonosíthatóak.
A központ nélküli megoldásban a csatlakozás módja változik. Mivel itt nincs egy szerver, ami nyilvántartja, hogy a kliensek milyen fájlokkal rendelkeznek, így ezek cseréjét a klienseknek maguknak kell megoldani. Erre szolgál a Kad protokoll, amely szabályozza a direkt kliens-kliens működést. A Kad működéséhez első használatkor szükség van egy ismert klienseket tartalmazó listára. Amikor már akár egy működő klienshez sikerült kapcsolódni, úgy onnan további (friss) lista érkezik. Innentől egymás között cserélgetve történik a kliensek listájának fenntartása.

## Keresés a hálózaton
A keresés alapvetően név alapú, de lehetőség van az MD4 hash ismeretében annak direkt letöltését kérni. Erre terjedt el az ed2k:// linkek használata. Példa ed2k linkre:
```
ed2k://|file|Fedora-13-i686-Live.iso|707788800|67E662BEFE00A99174F0C53996D03D5F|/
```

Központosított megoldásban a keresést maga a központ végzi, Kad üzemmódban pedig a kliensek közvetlenül kérdeznek egymástól.
A név alapú keresésnél semmi garancia nincs arra, hogy a kért fájlban valóban a keresett tartalom található meg. A hálózaton az ellenőrzés hiánya miatt gyakori a hamis, vírusos, férgekkel vagy más kártevőkkel preparált tartalom illetve azonos fájl több néven is szerepelhet. Amint a letöltés megindul, onnantól a névkülönbségek a fájl hash értéke miatt nem lényegesek többé.

## Letöltés
A fájlok letöltése darabokban történik, nem feltétlenül a fájlok elejéről folyamatosan (bár erre a kliens törekedhet). A letöltés a feltöltők számától és rendelkezésre álló sávszélességétől függően hosszú ideig is eltarthat, vagy akár soha nem ér véget. A legtöbb kliens jutalmazza a feltöltést azáltal, hogy nyilvántartja a másoktól kapott adatmennyiséget és ezt bekönyveli azok kliens azonosítóját használva. A későbbiekben ezekre a kliensekre a letöltés priorizáltan mehet azokkal szemben, akik még semmit nem töltöttek fel. Ez az elszámolás tehát a két kliens viszonyán alapul és a torrenttel szemben nincs központosítva.